# فمینیسم در هند

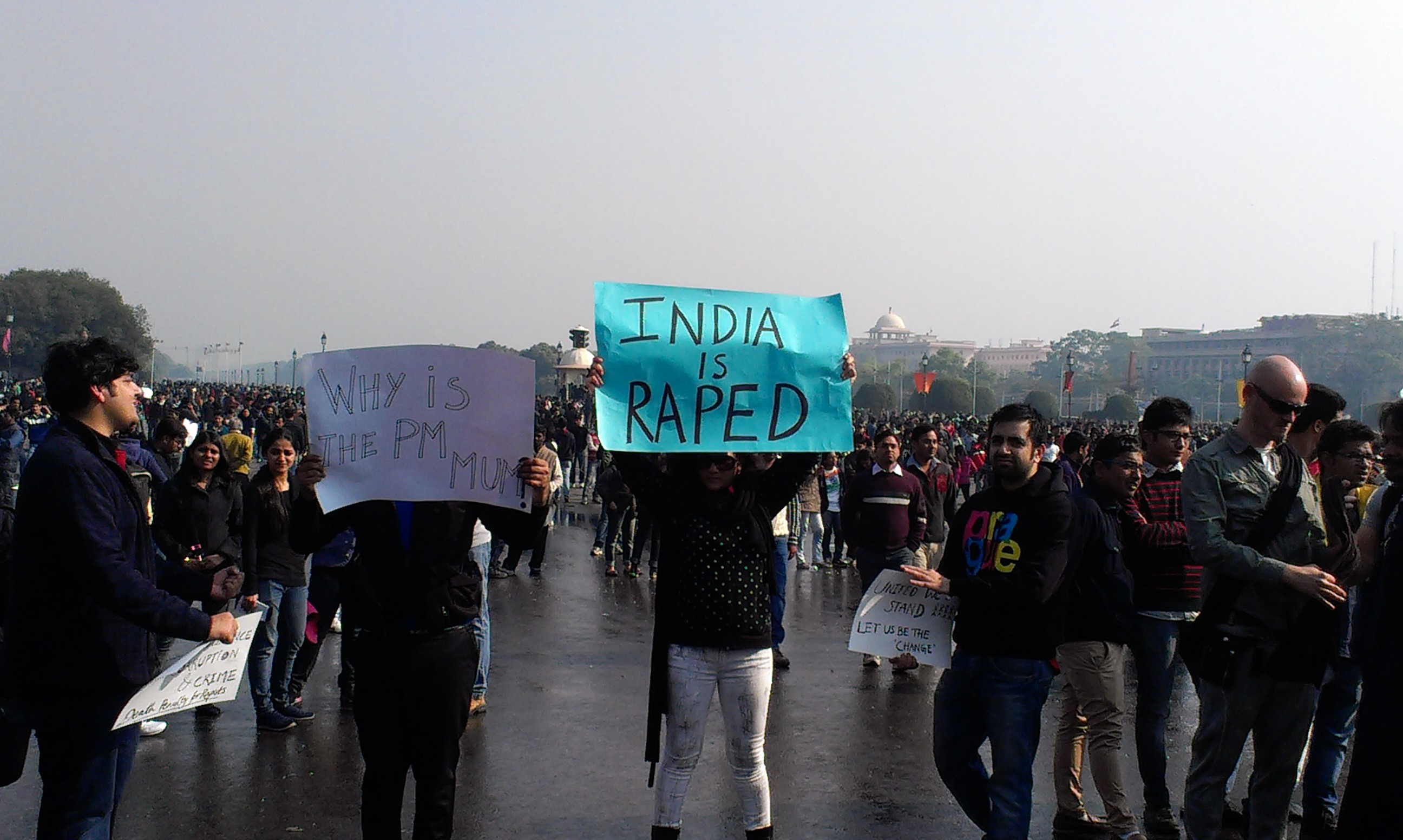
تجمع دانشجویان هندی در اعتراض به گسترش خشونت علیه زنان

فمینیسم در هند مجموعه‌ای از جنبش‌ها را شامل می‌شود که با هدف تعریف، ایجاد و دفاع از حقوق و فرصت‌های برابر سیاسی، اقتصادی و اجتماعی برای زنان در هند انجام می‌شود که پیگیری حقوق زنان در جامعه هند است.
فمینیست‌ها در هند مانند همتایان فمینیست خود در سراسر جهان، به دنبال برابری جنسیتی چون حق کار با دستمزد برابر، حق دسترسی برابر به بهداشت و آموزش و پرورش، و حقوق سیاسی برابر هستند.
فمینیست‌های هندی همچنین با مسائل فرهنگی خاص در جامعه مردسالار هند برای حقوق مالکیت و ارث مبارزه کرده‌اند.
تاریخ فمینیسم در هند را می‌توان به سه مرحله تقسیم کرد: مرحله اول، که از اواسط قرن نوزدهم آغاز شد، زمانی که اصلاح طلبان با انجام اصلاحاتی در آموزش و آداب و رسوم که زنان را شامل می‌شد، به نفع حقوق زنان صحبت کردند. مرحله دوم، از ۱۹۱۵ تا استقلال هند بود، زمانی که گاندی جنبش‌های زنان را در جنبش ترک هند ادغام کرد و سازمان‌های مستقل زنان شروع به ظهور کردند. و در نهایت، مرحله سوم، پس از استقلال بود که بر رفتار عادلانه زنان پس از ازدواج در خانه و همچنین نیروی کار و حق برابری سیاسی آنها متمرکز شده‌است.
علیرغم پیشرفت جنبش‌های فمینیستی هند، زنانی که در هند کنونی زندگی می‌کنند هنوز با بسیاری از مسائل تبعیض روبرو هستند. فرهنگ مردسالار هند، روند به دست آوردن حقوق مالکیت زمین و دسترسی به آموزش را برای زنان چالش‌برانگیز کرده‌است. در دو دهه گذشته، روند سقط جنین بر اساس جنسیت نیز ظاهر شده‌است. از نظر فمینیست‌های هندی، این بی‌عدالتی‌ها ارزش مبارزه با آن را دارند. فمینیسم اغلب، توسط هندی‌ها به‌عنوان سلطه زنان به‌جای برابری درک می‌شود.
مانند غرب ، انتقاداتی از جنبش‌های فمینیستی در هند وجود داشته‌است. به ویژه به دلیل تمرکز بیش از حد بر زنان ممتاز، و نادیده گرفتن نیازها و نمایندگی از زنان فقیرتر یا طبقه پایین مورد انتقاد قرار گرفته‌اند که منجر به ایجاد سازمان‌ها و جنبش‌های فمینیستی خاص شده‌است.

## زمینه
نقش زنان در ساختارهای اجتماعی پیش از استعمار نشان می‌دهد که فمینیسم در هند متفاوت از غرب نظریه‌پردازی می‌شد. در هند اولین بار زمانی که دولت گزارشی در مورد وضعیت زنان تهیه کرد، به مسائل زنان پرداخته شد. این گزارش این واقعیت را به رسمیت شناخت که در هند، زنان تحت یک سیستم سلسله مراتب ساختاری و بی عدالتی تحت ستم قرار گرفتند. در این دوره، فمینیست‌های هندی تحت تأثیر بحث‌های غرب در مورد خشونت علیه زنان قرار گرفتند. با این حال، به دلیل تفاوت در فرهنگ تاریخی و اجتماعی هند، بحث به نفع زنان هندی باید خلاقانه انجام می‌شد و برخی از ایده‌های غربی رد می‌شد.
دهه ۱۹۷۵–۱۹۸۵ که به عنوان دهه زنان سازمان ملل متحد اعلام شد، مسائل زنان اهمیت بین‌المللی پیدا کرد. فمینیست‌های هندی با موانع خاصی در جامعه هند روبرو هستند که در جامعه غربی وجود ندارد یا به همان اندازه وجود دارد. در حالی که فمینیست‌های هندی همان هدف نهایی را دارند که همتایان غربی خود دارند، نسخه آنها از فمینیسم می‌تواند از بسیاری جهات برای مقابله با نوع مسائل و شرایطی که در جامعه مردسالار امروزی هند با آن مواجه هستند متفاوت باشد. فمینیست‌های هندی سعی می‌کنند ساختار مردسالار جامعه خود را به طرق مختلف به چالش بکشند.
سامپات پال دوی یک کارمند سابق دولتی و مادر پنج فرزند است که وقتی در هند بزرگ شد متوجه آزار و خشونت خانگی در جامعه خود شد. در نتیجه، او تصمیم گرفت یک گروه راه اندازی کند که سوء استفاده‌کنندگان را ردیابی می‌کند و آنها را با چوب‌های بامبو می‌زند تا اینکه آنها توبه کنند و انتقام قربانیان گرفته شود.
در حوزه دین، فمینیست‌های هندی توجه را به تصویر قدرتمند الهه‌های زن در هندوئیسم جلب می‌کنند. آنها همچنین به باورهای ماقبل تاریخ مادرسالاری جامعه هند اشاره می‌کنند و تأکید می‌کنند که دوره‌هایی از تاریخ هند بوده‌است که پدرسالارانه نبوده‌است، و جوامعی در هند به وجود آمده‌اند که عمدتاً زن محور و مادرسالار بوده‌اند.
چندین جامعه در هند، مانند نایرهای کرالا، شتی‌های مانگالور، برخی قبیله‌های مراتی و خانواده‌های بنگالی، تمایلات مادرسالاری از خود نشان می‌دهند. در این جوامع، رئیس خانواده به جای پیرترین مرد، مسن‌ترین زن است. فرهنگ سیک نیز از نظر جنسیت نسبتاً خنثی در نظر گرفته می‌شود.
در هند، از جوامعی که در قانون اساسی ملی به عنوان قبایل برنامه‌ریزی شده به رسمیت شناخته شده‌اند، برخی مادرسالار هستند و از این رو به مساوات طلبی بیشتر شناخته شده‌اند. به گفته آنوج کومار، مانیپور، «جامعه ای مادرسالار دارد» اما ممکن است یک ارزیابی علمی نباشد. مانیپور توسط سلسله‌های قوی اداره می‌شد و نیاز به گسترش مرزها و مقابله با تهدید خارجی و غیره مردان را درگیر می‌کرد؛ بنابراین، زنان باید مسئولیت جبهه خانه را بر عهده می‌گرفتند.
ناهمگونی تجربه هندی نشان می‌دهد که پدرسالاری‌های متعددی وجود دارد که به وجود فمینیسم چندگانه کمک می‌کند. از این رو، فمینیسم در هند یک جهت‌گیری نفرد نیست. در طول زمان در رابطه با واقعیت‌های تاریخی و فرهنگی، سطوح آگاهی، برداشت‌ها و کنش‌های تک تک زنان و زنان به عنوان یک گروه تغییر کرده‌است. تعریف پرکاربرد جامعه فمینیسم «آگاهی از ستم و استثمار زنان در جامعه، محل کار و خانواده و اقدام آگاهانه زنان و مردان برای تغییر این وضعیت» است. پذیرش جنسیت گرایی در زندگی روزمره و تلاش برای به چالش کشیدن و حذف آن از طریق ساختارشکنی مفاهیم متقابل زنانگی و مردانگی به عنوان مقوله‌های جبرگرایی زیستی، راه را به سوی جامعه ای عادلانه برای مردان و زنان باز می‌کند.
دوگانگی مرد و زن متضادهای قطبی که اولی همیشه دومی را سرکوب می‌کند، در بافت هندی رد می‌شود، زیرا این مردان بودند که جنبش اجتماعی را علیه آسیب‌های اجتماعی مختلف آغاز کردند. پدرسالاری تنها یکی از سلسله مراتب است. سلسله مراتب رابطه بین زنان در یک خانواده نامطلوب تر است. در اینجا زنان در برابر یکدیگر قرار می‌گیرند.
در جنبش‌های زنان هند بحث‌های شدیدی در مورد رابطه بین فمینیسم غربی و هندی وجود داشته‌است. بسیاری از فمینیست‌های هندی به‌طور همزمان مدعی حساسیت خاص جامعه هندی و همچنین همبستگی فمینیستی بین‌المللی با گروه‌ها و افراد در سراسر جهان هستند.
ظهور فمینیسم لیبرال در غرب در دهه ۱۹۷۰ عمیقاً بر مطالبات برای فرصت‌های برابر در آموزش و اشتغال و همچنین پایان دادن به خشونت علیه زنان متمرکز بود. تا حد زیادی، جنبش فمینیستی در حال ظهور در هند تحت تأثیر آرمان‌های غربی بود. این افراد خواستار آموزش و حقوق برابر بودند، اما همچنین درخواست‌های خود را با مسائل و نگرانی‌های محلی، مانند خشونت‌های مربوط به جهیزیه علیه زنان، ساتی، سقط جنین بر اساس جنسیت، و تجاوز جنسی در حبس تطبیق دادند. برخی از فمینیست‌های هندی پیشنهاد کرده‌اند که این مسائل به‌طور خاص ماهیت «هندی» ندارند، بلکه بازتابی از روند گسترده‌تری از ستم مردسالارانه بر زنان هستند.

## تاریخچه
برخلاف جنبش فمینیستی غربی، جنبش هند توسط مردان آغاز شد و بعداً زنان به آن پیوستند. اما فمینیسم به عنوان یک ابتکار، اندکی بعد به‌طور مستقل در ماهاراشترا با پیشروی جنسیت در زمینه حقوق و آموزش زنان آغاز شد. ساویتریبای فوله، اولین مدرسه دخترانه را در سال ۱۸۴۸ در هند راه اندازی کرد. تارابای شینده، اولین متن فمینیستی هند استری پوروش تولانا (مقایسه ای بین زنان و مردان) را در سال ۱۸۸۲ نوشت و پاندیتا رامبائی، که از پدرسالاری و نظام کاست در هندوئیسم انتقاد می‌کرد، خارج از کاست خود ازدواج کرد و در دهه ۱۸۸۰ به مسیحیت گروید. تلاش‌های اصلاح‌طلبان بنگالی شامل لغو ساتی، لغو رسم کودک‌همسری، ترویج آموزش زنان، به دست آوردن حقوق قانونی برای زنان برای داشتن دارایی، و الزام قانون به رسمیت شناختن وضعیت زنان از طریق اعطای حقوق اولیه به آنها در مواردی مانند فرزندخواندگی بود.